# David Liffiton
David Liffiton (* 18. Oktober 1984 in Windsor, Ontario) ist ein ehemaliger kanadischer Eishockeyspieler, der zuletzt bei den Frederikshavn White Hawks in Dänemark unter Vertrag stand. Seit 2020 arbeitet er als Nachwuchstrainer in Kanada.

## Karriere
David Liffiton begann seine Karriere als Eishockeyspieler bei den Plymouth Whalers, für die er von 2001 bis 2004 in der kanadischen Juniorenliga Ontario Hockey League aktiv war. In diesem Zeitraum wurde er im NHL Entry Draft 2003 in der zweiten Runde als insgesamt 63. Spieler von den Colorado Avalanche ausgewählt, die ihn anschließend jedoch nicht unter Vertrag nahmen. Stattdessen spielte er von 2004 bis 2008 für das Hartford Wolf Pack in der American Hockey League. Parallel kam er zu drei Einsätzen in der National Hockey League für deren Kooperationspartner New York Rangers, sowie zu 31 Einsätzen im Laufe der Saison 2004/05 für die Charlotte Checkers in der ECHL. 
Die Saison 2008/09 verbrachte Liffiton bei EfB Ishockey in der dänischen AL-Bank Ligaen. In dieser erzielte er in 29 Spielen drei Tore und gab sechs Vorlagen. Anschließend kehrte er nach Nordamerika zurück und stand während der Saison 2009/10 für die Syracuse Crunch in der AHL auf dem Eis. Ab der Saison 2010/11 spielte der Kanadier parallel für die Colorado Avalanche in der NHL sowie deren AHL-Farmteam Lake Erie Monsters.
Im Sommer 2012 folgte die Rückkehr nach Europa, wo er von Hockey Milano Rossoblu aus der italienischen Serie A1 verpflichtet wurde.
In den folgenden beiden Spielzeiten spielte er in Schweden: Zu Beginn der Saison 2013/14 zunächst für Erstligaverein Färjestad BK, im Laufe der Saison unterschrieb er beim Zweitligisten Malmö Redhawks, wo er bis zum Ende der Saison 2014/15 blieb. In jener Spielzeit stieg er mit den Redhawks in die erste Liga SHL auf.
Zur Saison 2015/16 wechselte er zum österreichischen Erstligisten HC TWK Innsbruck und zog nach einem Jahr nach Dänemark weiter, wo er im Juli 2016 von den Frederikshavn White Hawks als Neuzugang vorgestellt wurde. 2017 beendete er seine Karriere.

## Erfolge und Auszeichnungen
- 2003 Teilnahme am CHL Top Prospects Game
- 2015 Aufstieg in die Svenska Hockeyligan mit den Malmö Redhawks

## Statistik
(Stand: Ende der Saison 2010/11)